# Gilen Epherre
Gilen Epherre ou Guillaume Eppherre, né le 19 octobre 1911 à Aussurucq où il est mort le 17 octobre 1974, est un écrivain, prêtre et académicien basque français de langue basque. Souletin, Gilen Epherre est un acteur culturel important de cette période de l'après-Seconde Guerre mondiale.

## Biographie
Gilen Eppherre suit ses études secondaires au collège de Mauléon, des études en philosophie au séminaire d'Ustaritz, puis de théologie au séminaire de Bayonne (1931-1936) et de mathématiques à la faculté de Toulouse. 
Ordonné prêtre le 5 juillet 1936, il exerce la fonction de secrétaire auprès de l'évêque de Bayonne en 1937. Il est l'auteur de Katechima, en dialecte souletin (1941), Elizako libria (1943), "Eucologio" (1947), Botzez eta bihotzez, un manuel de chansons basques, également traduit en souletin (1949), et Haurren lehen catichima (1955),. 
En 1949, Gilen Eppherre est chanoine honoraire de Bayonne et aumônier au collège Saint-Bernard. En 1957, il est nommé membre titulaire de l'Académie de la langue basque, mais aussi rédacteur en chef du magazine Gure Herria et collaborateur au magazine Herria. L'Eukaltzaindia (nom basque de l'Académie de la langue basque), semble être assez mal connue en Soule, mais pourtant un souletin y représente toujours la province, conformément à ses statuts. Après le Père Lhande, l'un des fondateurs de l'académie, c'est Gilen Eppherre qui occupera le siège de 1958 à 1974 puis, à sa mort, Jean-Louis Davant en prendra le relai (1975). Gilen Eppherre est aussi un familier de Piarres Lafitte.
En 1959, dans sa promotion pour l'euskara comme langue liturgique, Gilen Eppherre est responsable de la traduction des textes en dialecte souletin. En 1966, il devient secrétaire de l'Assemblée des Euskaltzales d'Espelette.
Il meurt en 1974, deux jours avant d'atteindre l'âge de 63 ans.

### Chansons
- Botzez eta bihotzez, 1949.

### Livres sur la religion
- Katechima, 1941;
- Elizako libria, Bayonne, 1943;
- Eucologio, 1947;
- Haurren lehen catichima, 1955.